# Pteris melanocaulon
Pteris melanocaulon är en kantbräkenväxtart som beskrevs av Fée. Pteris melanocaulon ingår i släktet Pteris och familjen Pteridaceae. Inga underarter finns listade.